# Церква святого великомученика Димитрія (Рідколісся)
Церква святого великомученика Димитрія в Рідколіссі — парафія і храм греко-католицької громади Коропецького деканату Бучацької єпархії Української греко-католицької церкви в селі Рідколісся Чортківського району Тернопільської области.

## Історія церкви
Центром духовного життя села завжди була церква, але в радянський період вона була закритою. У цей час віряни ходили на богослужіння до сусідніх населених пунктів — Монастириська, Високе та Гончарівка.
Приблизно у 1820–1830 роках у селі була збудована капличка, яка згодом стала церквою, але вона не могла вмістити всіх вірян. До 1946 року парафія належала до УГКЦ. З 1946 по 1991 рік церква була закрита державною владою.
Після проголошення незалежності України, у 1991 році, капличка була реставрована і перетворилася на церкву Святого Великомученика Димитрія. Відтоді парафія знову належить до УГКЦ.
У 2013 році під керівництвом о. Ярослава Максимлюка парафіяни провели капітальний ремонт усередині церкви.
На парафії діє спільнота «Матері в молитві».

## Парохи
- о. Станчок,
- о. Петро Петришин (1991—1995),
- о. Анатолій Дула (1995—2000),
- о. Антон Вербовий (2000—2007),
- о. Ярослав Пилипів (2007—2010),
- о. Михайло Кавяк (2010—2012),
- о. Ярослав Максимлюк (з 2012).